# Agicuphocera nigra
Agicuphocera nigra là một loài ruồi trong họ Tachinidae.